# Anna Bogren
För konstnären med samma namn, se Anna Bogren (konstnär).
Anna Bogren, född 3 februari 1965, är en svensk orienterare som blev världsmästarinna på kortdistans och i stafett 1993 samt i stafett 1997. 